# Mercin-et-Vaux
Mercin-et-Vaux település Franciaországban, Aisne megyében. Lakosainak száma 945 fő (2022. január 1.). Mercin-et-Vaux Pernant, Pommiers, Saconin-et-Breuil, Soissons és Vauxbuin községekkel határos.

## Népesség
A település népességének változása:
| Lakosok száma | 827  | 919  | 876  | 930  | 943  | 985  | 962  | 964  | 964  | 945  |
|               | 1968 | 1982 | 1990 | 2006 | 2011 | 2016 | 2017 | 2019 | 2020 | 2022 |